# Le Bébé du cow-boy
Pour plus de détails, voir Fiche technique et Distribution.
Le Bébé du cow-boy (A Woman's Fool) est un film muet américain réalisé par John Ford, sorti en 1918.
Ce film est considéré comme perdu.

## Synopsis
un cow-boy tombe amoureux d'une serveuse.

## Fiche technique
- Titre original : A Woman's Fool
- Titre français : Le Bébé du cow-boy
- Réalisation : John Ford (crédité Jack Ford)
- Scénario : George Hively, d'après le roman "Lin McLean" d'Owen Wister
- Photographie : Ben F. Reynolds
- Société de production et de distribution : The Universal Film Manufacturing Company
- Pays de production :  États-Unis
- Format : Noir et blanc  — 35 mm — 1,37:1 — Film muet
- Genre : Comédie, Western
- Longueur : 5 bobines[2]
- Date de sortie :
  - États-Unis : 17 août 1918
- Licence : domaine public

## Distribution
- Harry Carey : Lin McLean
- Betty Schade : Katie Lusk
- Mollie Malone : Jessamine Buckner
- Millard K. Wilson : « le Virginien »
- Vester Pegg : Tommy Lusk
- Ed Jones : "Honey" Wiggin
- William A. Carroll : Lusk
- Sam De Grasse
- Roy Clark